# Chalcimerus
Chalcimerus is een geslacht van vliesvleugeligen uit de familie Torymidae. De wetenschappelijke naam van dit geslacht is voor het eerst geldig gepubliceerd in 1962 door Steffan & Andriescu.

## Soorten
Het geslacht Chalcimerus is monotypisch en omvat slechts de volgende soort:
- Chalcimerus borceai Steffan & Andriescu, 1962